# パキスタン・ゾンビ
『パキスタン・ゾンビ』（原題：Zibahkhana、英題：Hell’s Ground）は、2007年のパキスタンのホラー映画。

## あらすじ
ロックコンサートに向かう5人の若者が訪れたのは、呪われた土地であった。ゾンビの群れや殺人鬼が彼らに襲いかかる。

## キャスト
- アシュファク・バッチ
- スルタン・ビラ
- オスマン・カリド・ブット
- ルブチャ・チャウドライ

## スタッフ
- 監督：オマー・カーン
- 製作：アンドリュー・スターク、ピート・トムス
- 撮影：ナジャフ・ビルグラミ